# Joana III de Navarra
Joana III de Navarra, coneguda coma Joana d'Albret (Pau, Aquitània 1528 - París 1572), fou reina de Navarra suo iure, comtessa de Foix i Bigorra, vescomtessa de Bearn, Marsan, Tartàs i senyora d'Albret (1555-1572).

## Orígens familiars
Va néixer el 7 de gener de 1528 a Pau filla d'Enric II de Navarra i Margarida d'Angulema.
Es crià a França a la cort del rei francès Francesc I de França, el seu oncle.

## Núpcies i descendents
Es casà el 13 de juliol amb Guillem de Cleves. D'aquesta unió no hi hagué fills. El 1546 obtingué el divorci.
El 20 d'octubre de 1548 es casà amb Antoni de Borbó, duc de Vendôme, amb el que va tenir:
- l'infant Enric de Navarra (1551-1553), duc de Beaumont
- l'infant Enric III de Navarra (1553-1610), rei de Navarra i posteriorment rei de França sota el nom d'Enric IV
- l'infant Lluís-Carles de Navarra (1555-1557), comte de Marles
- la infanta Magdalena de Navarra (1556)
- Caterina de Borbó (1559-1604), duquessa d'Albret, comtessa d'Armanyac i Rodés, casada el 1599 amb el duc Enric II de Lorena

## El problema religiós
El 1555 va morir el seu pare i va heretar el regne de Navarra i altres possessions. El 1560 es va convertir al calvinisme i va introduir la reforma a Navarra i Bearn. Els seus dos fills supervivents van ser educats en les idees religioses de la mare. Aquest mateix any Antoni de Borbó i el seu germà Lluís I de Borbó, el príncep de Condé, van arribar a París per assistir als Estats Generals en els quals s'havien de discutir les queixes dels protestants del regne i Condé fou detingut el 31 d'octubre de 1560 i condemnat a mort, iniciant-se un conflicte que va esclatar amb virulència després de la matança de protestants de Passy l'1 de març de 1562.
Els confederats protestants (Eidgenoss, d'on deriva hugonots) passen a l'ofensiva i reben ajuda d'Alemanya i d'Anglaterra (a canvi de la cessió de L'Havre) el 20 de setembre de 1562. Condé es troba a Dreux i Antoni de Borbó a Rouen, on fou apressat i mort el 10 de novembre de 1562. L'edicte d'Amboise de 12 de març de 1563 va posar fi a la primera guerra de religió a França en la qual Navarra i Bearn com estats (ni Foix i els vescomtats menors) gairebé no van participar, però la matança de catòlics de Nimes el 1567 va ser el detonant de la segona guerra, en la qual Joana III es va posar obertament al costat dels protestants de manera que el 1568 Carles IX de França va ordenar la confiscació dels seus estats, i a Bearn es varen rebel·lar els catòlics dirigits per Terride i van prendre el poder mentre a altres llocs ho feren tropes reials; la pau de Longjumeau, de 23 de març de 1568, va posar fi a aquesta segona guerra però gairebé immediatament es va iniciar la tercera al setembre del mateix any 1568, i el 12 de març de 1569 es va produir la batalla de Jarnac en la qual va morir Lluís I de Borbó-Condé, cap polític-militar protestant, i el fill de Joana, Enric de Navarra, fou designat com a nou cap polític mentre la direcció militar va quedar en mans de Gaspard de Coligny. L'agost de 1569 Joana III va recuperar els seus estats amb l'arribada de les forces del duc Francesc de Montmorency i el 8 d'agost de 1570 es va signar la pau de Saint-Germain-en-Laye.
El 1571 la religió reformada (Calvinista) fou oficialitzada a Bearn i Navarra, com a religió d'estat, i poc després Joana va negociar l'enllaç del seu fill Enric de Navarra amb Margarida de Valois, germana de Carles IX de França, enllaç que no va arribar a veure.
Va morir a Paris el 9 de juny de 1572 i la va succeir el seu fill Enric III de Navarra.

## Títols nobiliaris

### per naixement
- Reina de Navarra (1555-1572)
- duquessa d'Albret (1555-1572)
- Comtessa de Llemotges (1555-1572)
- Comtessa de Foix (1555-1572)
- Comtessa d'Armagnac (1555-1572)
- Comtessa de Bigorra (1555-1572)
- Comtessa de Périgord (1555-1572)
- Vescomtessa de Bearn (1555-1572)
- Vescomtessa de Marlan (1555-1572)
- Vescomtessa de Tartàs (1555-1572)

### per matrimoni
- duquessa de Borbó (1548-1562)
- duquessa de Vendôme (1550-1562)
- duquessa de Beaumont (1550-1562)
- Comtessa de Marle (1548-1562)
- Comtessa de La Fère (1548-1562)
- Comtessa de Soissons (1550-1562)